# یام کیم-فای
یام کیم-فای (چینی: 任劍輝؛ ۴ فوریه ۱۹۱۳ – ۲۹ نوامبر ۱۹۸۹) همچنین شناخته شده با نام رن جینهی هنرپیشه مشهور اپرای کانتونیدرچین و هنگ کنگ بود.
او برای توانایی منحصر به فردش در آواز خواندن باصدای زیر ستایش می‌شد. صدای او از یک مرد غیرقابل تشخیص بود و این به او اجازه می‌داد نقش یک مرد یا زن را ایفا کند هر چند او معمولاً نقش مردان را بازی می‌کرد.
آخرین اجرای عمومی یام کیم-فای در سال ۱۹۷۲ بود. او در اوایل دهه ۸۰ به کانادا نقل مکان کرد. او به علت بیماری ریوی پلورال افیوژن در خانه‌اش در هنگ کنگ در سال ۱۹۸۹ درگذشت.
در سال ۲۰۱۶ گوگل ۱۰۳مین سالگرد تولد یام کیم-فای را با تغییر گوگل دودل گرامی داشت.